# Anna de Frey
Anna Alida de Frey, también conocida como Aletta de Freij o Vrij, Anna Pootmann (Ámsterdam, septiembre de 1768 - † Mannheim,1808) fue una dibujante, copista y pintora holandesa. 

## Trayectoria

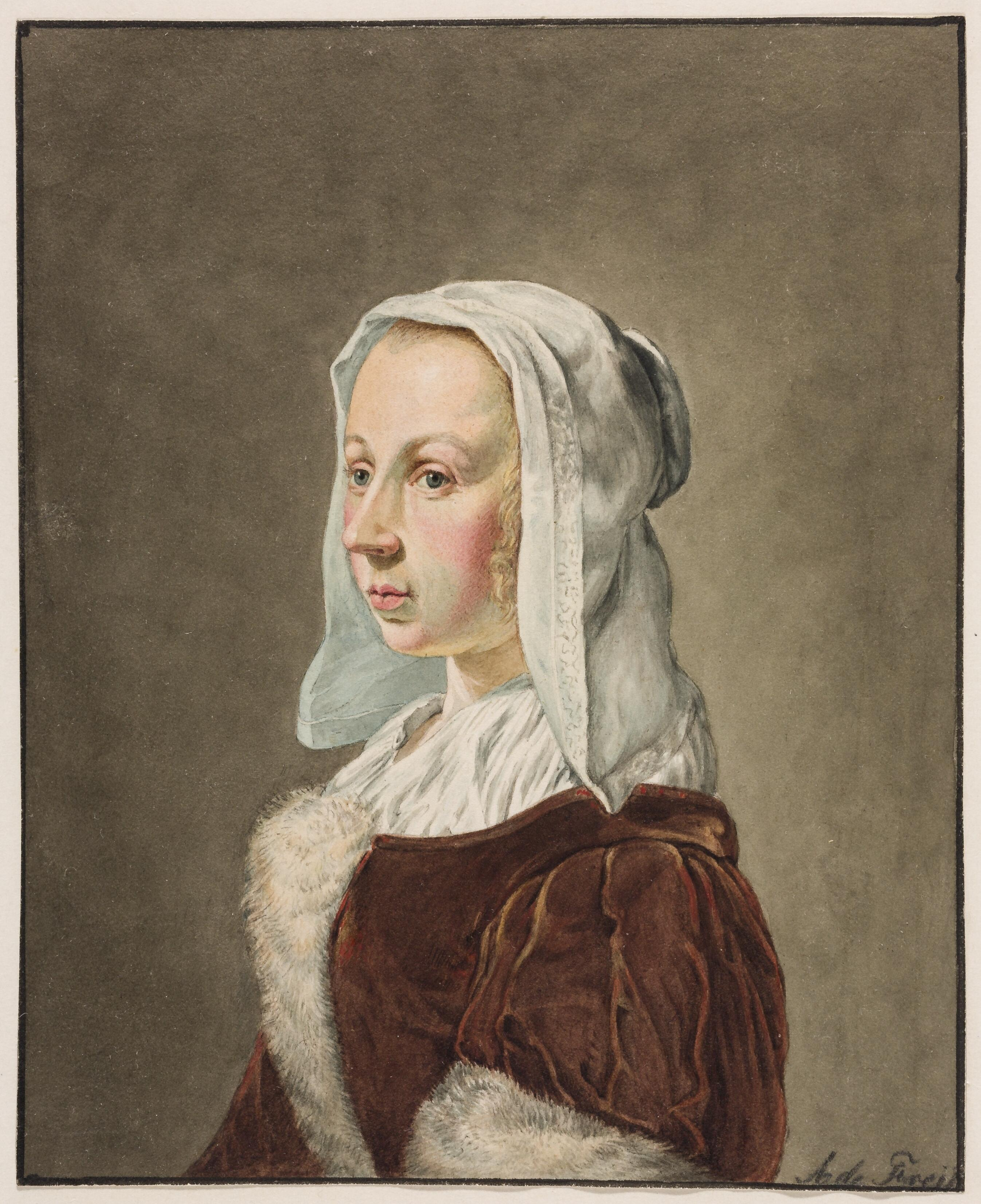
Retrato de Cunera (Kniertje) van der Cock (1630-1681) de Aletta de Freij (según Frans van Mieris)

De Frey nació en septiembre de 1768 y fue la segunda de cinco hijos de una familia católica en Ámsterdam donde fue bautizada el 24 de septiembre. Su madre fue Susanna Helena Goders (1737-1800) y su padre Gerrit Ludolf de Vrij (1737-1800/04). Junto con su hermano menor, Johannes Pieter de Frey, recibió lecciones de dibujo del pintor y copista de Brujas, Jacobus Johannes Lauwers, con quien se casó su hermana, que era dos años mayor, en 1788. El 23 de abril de 1804 De Frey se casó en Sloterdijk (Ámsterdam) con Gerhard Pootmann, aproximadamente de su misma edad, y que era probablemente de Duisburg. Ambos se mudaron a Mannheim. Después de mudarse a Mannheim no se sabe nada más de su biografía. Ella murió allí en 1808. 
Dio clases de dibujo y fue considerada una hábil copista de obras de los pintores Jan Steen, Gabriël Metsu y Emanuel de Witte, interpretando escenas de género e interiores como acuarelas. Las enciclopedias contemporáneas y sus biógrafos reconocieron su habilidad y éxito. Sus obras se encuentran en varias colecciones de arte. Thieme-Becker enumera como museos que tienen sus pinturas en sus colecciones, el Instituto de arte Städel, el Albertina en Viena y el Stadtmuseum de Danzig, y en un catálogo de Staedel de 1835 se menciona una de sus obras: Dos mujeres dedicadas a la costura y un niño de 1786. Algunas de sus pinturas al óleo también han sido objeto de subastas.

## Obras en colecciones públicas
- Boerenjongen wijzend met de rechterhand (Niño campesino señalando con la mano derecha). Acuarela / dibujo, Rijksmuseum, Ámsterdam, inv. -No. RP-T-1954-268.[6]
- Junge Frau mit Fisch am Teller und zudringlicher Alter (Ungleiches Paar); (Mujer joven con pescado en el plato y anciano impertinente (Pareja desigual)) Acuarela, Albertina, Viena, inv. -No. 10845.[7]
- Porträt von Cunera (Kniertje) van der Cock siguiendo a Frans van Mieris d. Ä. ; Acuarela, RKD - Nederlands Institut voor Kunstgeschiedenis, Inv. -No. 201982.[8]
- Holländischer Markt, ein Bauer bietet einer Frau ein Huhn zum Kauf an (En un mercado holandés, un granjero ofrece a una mujer un pollo a la venta) según Jan Steen ; Gouache sobre papel Vergé, Städelsches Kunstinstitut, inv. -No. 4487.[9]
- Drei zechende Bauern (Tres campesinos discutiendo) inspirándose en Cornelis Pietersz, Bega. Gouache sobre papel Vergé, Städelsches Kunstinstitut, inv. -No. 4489.[10]
- Interieur mit stillender Mutter (Interior con madre lactante) según obra de Cornelis Pietersz. Bega 1787, gouache sobre papel Vergé, Städelsches Kunstinstitut, inv. -No. 4488.[11]